# Daeodon
Daeodon shoshonensis
 (juillet 2012).
Si vous disposez d'ouvrages ou d'articles de référence ou si vous connaissez des sites web de qualité traitant du thème abordé ici, merci de compléter l'article en donnant les références utiles à sa vérifiabilité et en les liant à la section « Notes et références ».
Genre
Espèce
Autrefois appelé Dinohyus (« porc terrifiant »), Daeodon (« dent destructrice ») est un genre fossile d’animaux de la famille des entélodontes (Entelodontidae). La seule espèce connue de ce genre est Daeodon shoshonensis, présente de l’Oligocène inférieur (45 Ma) au Miocène inférieur (18 Ma) en Amérique du Nord (et peut-être en Asie car l’Amérique du Nord et l’Asie étaient alors reliées, bien que l’on n’ait pas trouvé de Daeodon en Asie).
C’est le plus récent et le dernier des entélodontes, un groupe de mammifères placentaires suiformes apparus à l’Éocène supérieur et éteints au Miocène inférieur. L’apparence de Daeodon le rapproche du phacochère et du sanglier, en plus grand. Daeodon est le cousin d’Entelodon et d’Archaeotherium, entélodontes plus petits. Ses ossements ont été découverts au XIXe siècle, à Agate Springs, dans le Nebraska.

## Description
Daeodon est un cousin du sanglier. C’est le plus gros, le mieux connu et le dernier de sa famille. Il mesurait 2,20 mètres de haut pour 4 mètres de long et 1,5 tonne. Cet entélodonte, mammifère placentaire plus haut qu’un homme, ressemblait à un phacochère portant des excroissances sur la tête. Celle-ci était proportionnellement plus courte, plus lourde, plus robuste et plus puissante que chez les autres entélodontes. Il avait une très courte queue et un corps rappelant celui du phacochère. Ses pattes lui permettaient de courir vite (60 km/h) mais sur de courtes distances : chaque sabot avait 2 doigts.

## Alimentation
Au vu de sa dentition, les scientifiques pensent que le Daeodon était probablement omnivore, peut-être un charognard mangeant aussi des œufs, racines, fruits, noix, végétaux divers. Selon certains paléontologues et le documentaire Prédateurs de la Préhistoire, Daeodon a pu être un prédateur actif, bousculant sa victime et broyant ses os en la mordant. Il n’est pas exclu que Daeodon ait pu faire fuir des prédateurs comme les Hyaenodon ou certaines espèces de tigres aux dents de sabre pour s’emparer de leurs proies. Daeodon pouvait aussi piller des nids de reptiles ou d’oiseaux de grande taille, ou encore broyer des racines, des tubercules, des noix de coco, des plantes grâce à sa robuste dentition.

## Comportement
Comme les suidés actuels, Daeodon devait vivre en groupe pour protéger ses petits, mais les gros mâles pouvaient être solitaires. On retrouve des crânes d’Entelodon et d’Archaeotherium portant des marques de dents parfois profondes de 5 cm pouvant être attribuées à Daeodon. On a aussi supposé que les mâles se battaient pour s'accoupler avec une femelle ou pour gagner un territoire, car on a aussi trouvé des crânes de Daeodon portant de telles marques.

## Disparition
Il y a 18 Ma, Daeodon disparut probablement pour la même raison que Hyaenodon avant lui, il y a 23 Ma. Le principal suspect est un nouveau prédateur apparu en Asie puis en Amérique du Nord : un « chien-ours » du nom d’Amphicyon, dont la concurrence aurait eu raison des Hyaenodon puis des Daeodon. Mais la question se pose : pourquoi ces derniers, s’ils mangeaient aussi des plantes, n’ont-ils pas adopté un régime plus herbivore, comme l’ours brun ou les pandas ? Peut-être des herbivores plus efficaces l’ont-ils également concurrencé sur ce terrain ? Ou peut-être que Daeodon était un mangeur exclusif de protéines (chasse ou charognage) non-omnivore ? La question reste débattue.

## Galerie d'images

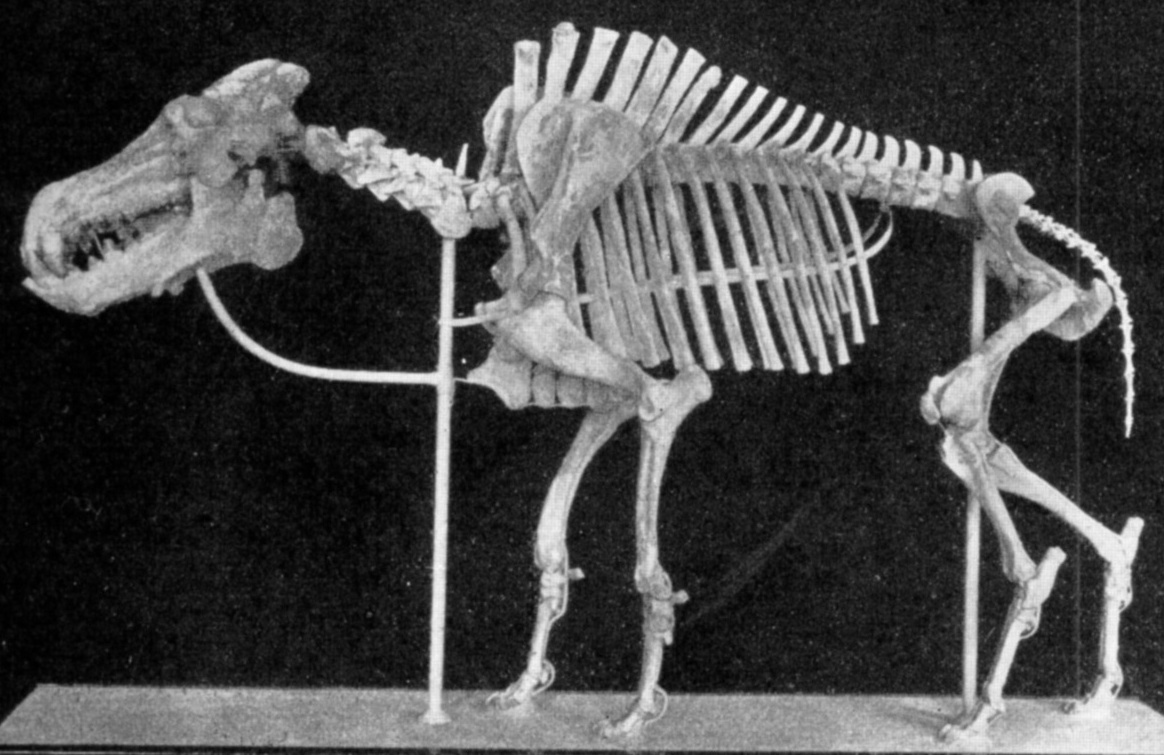
Squelette de Daeodon
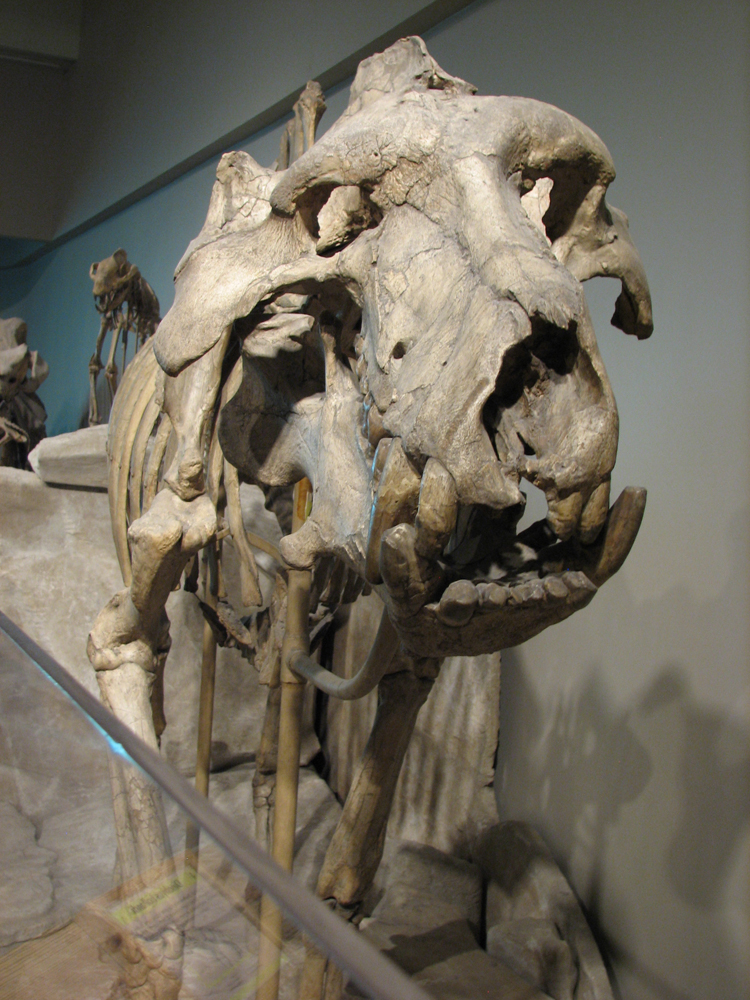
Crâne de Daeodon

## Daeodondans la culture populaire
- Dans la série documentaire Prédateurs de la Préhistoire, Daeodon est représenté comme un redoutable prédateur tuant un rhinocéros sans cornes de plus petite taille et un Chalicotherium. On y voit un Archaeotherium voler une dépouille de rhinocéros à un Hyaenodon.
- Dans le documentaire Sur la terre des monstres disparus, Entelodon avait à peu près la taille d'un Daeodon alors qu’il devait mesurer au moins 1,30 m de haut et peut-être pas 2 m de long.
- Dans le film français comique Les 4 Saisons d'Espigoule réalisé en 1999 par Christian Philibert, un monstrueux porc sauvage imaginaire rôde autour du village provençal fictif d'Espigoule : le « phacomochère » dont la description évoque un « déodonte » mais dont le crâne exposé au muséum départemental du Var est en fait le canular cryptozoologique d'un ancien conservateur : c'est un crâne de sanglier auquel on a ajouté des cornes[1].